# Rossignol à gorge noire
Calliope obscura, Luscinia obscura
Espèce
Synonymes
- Larvivora obscura Berezowski & Bianchi, 1891 (protonyme)
- Luscinia obscura (Berezowski & Bianchi, 1891)

Statut de conservation UICN

 VU C2a(i) : Vulnérable
Le Rossignol à gorge noire (Calliope obscura, anciennement Luscinia obscura) est une espèce d'oiseaux de la famille des Muscicapidae.

## Répartition
Cet oiseau est endémique du centre-nord de la Chine.

## Taxinomie
Selon le Congrès ornithologique international et Alan P. Peterson, aucune sous-espèce n'est distinguée,.
S'appuyant sur diverses études phylogéniques, le Congrès ornithologique international (classification version 4.1, 2014) déplace cette espèce, alors placée dans le genre Luscinia, dans le genre Calliope.